# Tangalooma
Tangalooma est une station balnéaire de l'Est de l'Australie située sur l'île Moreton, dans le sud du Queensland. Elle était autrefois une station baleinière.

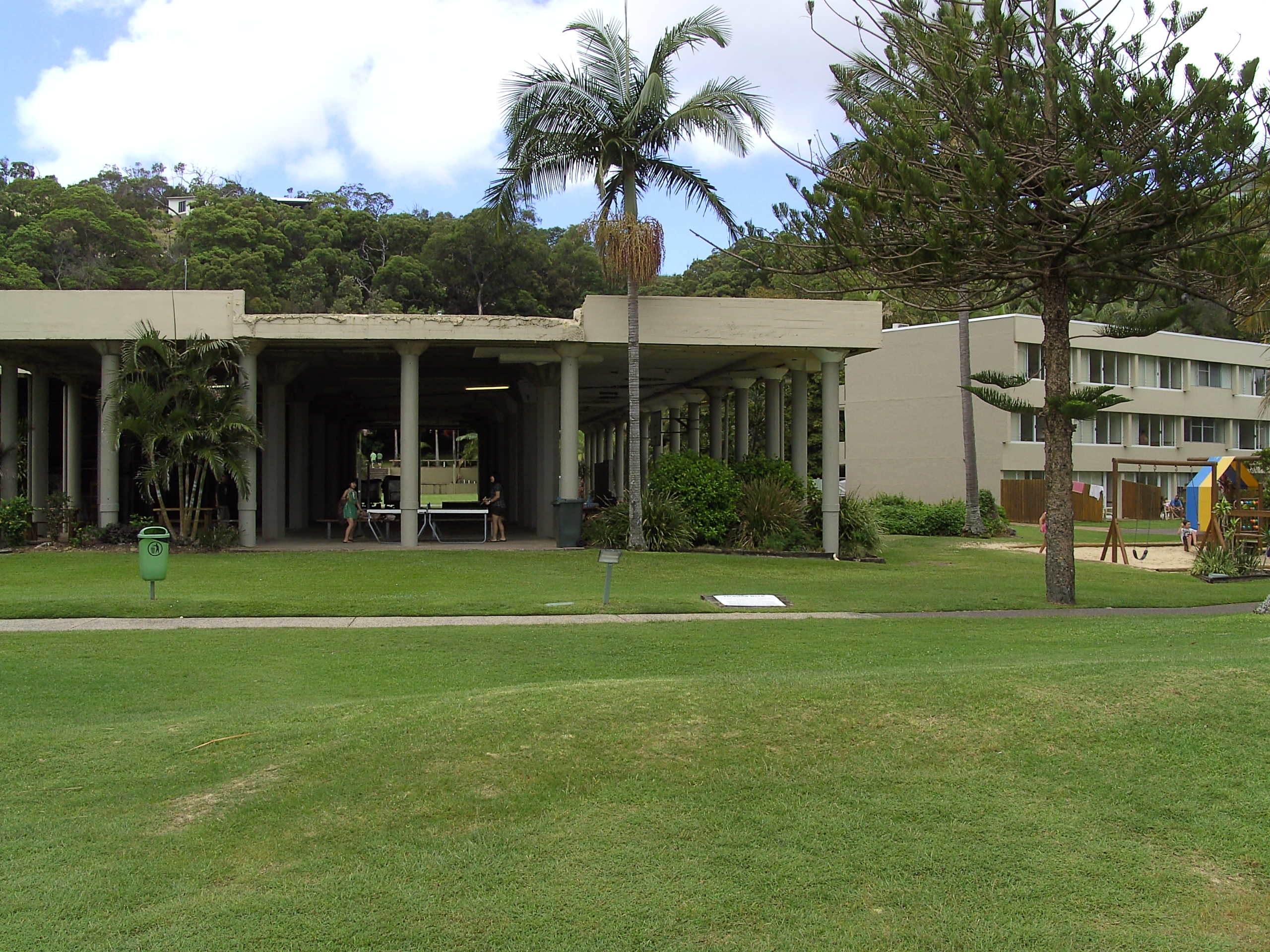
Le centre de dépeçage est un des seuls vestige du passé de Tangalooma. Les baleines étaient hissées à son sommet par une rampe (aujourd'hui disparue). Les installations de préparation se trouvaient au rez-de-chaussée.